# Kirkearie
Kirkearie (Deens voor Kerkzang) is een compositie van Niels Gade. Hij schreef deze aria als een in memoriam aan zijn vrouw Emma Sophie Gade, die het leven liet tijdens/na de bevalling van een tweeling. Gade schreef het werk voor sopraan en orgel. Daardoor kon hij het werk zelf uitvoeren; hij was in die tijd organist. De beginregel luidt Her fra støvet råber jeg (Hier uit het stof roep ik). Het werk is voor wat betreft discografie karig bedeeld, het verscheen ooit op een elpee met andere gezangen. Voor wat betreft uitvoeringen is het beter gesteld, het werd in 2013 (ook) nog gezongen. 